# Turksadel

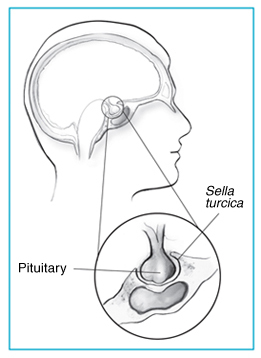
Turksadelns (sella turcica) placering i skallen med hypofysen (pituitary).

Turksadeln, även turkiska sadeln (latin: sella turcica), är en gropformation i kilbenet. I gropen ligger hypofysen som reglerar det endokrina systemet. Gropen är täckt av ett stramt duralock (diaphragma sellae) som håller hypofysen på plats. Genom duralocket löper hypofysstjälken (infundibulum) som är ledningen mellan hypotalamus och hypofysen.

## Klinisk signifikans
Empty sella-syndrom beror på en störning i omsättningen av cerebrospinalvätskan (CSV) vilket skapar ett övertryck som fortleds ner i turksadeln och pressar hypofysen mot gropens sidor. Vid röntgen förefaller turksadeln tom på innehåll, därav namnet på tillståndet. Tillståndet kan också ses efter kirurgiska ingrepp mot hypofysen, ett så kallat sekundärt empty sella-syndrom.